# Maison du Peuple (Frameries)
La Maison du Peuple de Frameries a été inaugurée en 1906. Elle est située sur la Place Alfred Defuisseaux. La maison était originellement un bâtiment de style Art nouveau construit pour le Parti ouvrier belge. Sur le toit se trouvait la lampe de mineur.

## Histoire
En 1908, Le Cercle dramatique de la jeune garde socialiste fait jouer Un ennemi du peuple d'Henrik Ibsen. La représentation est suivie d'une conférence sur l'auteur. En 1951, Marie Bell y joue Phèdre. Elle déclarera qu'elle n'avait jamais eu public plus attentif.